# あゝ離婚式
『あゝ離婚式』（あありこんしき）は、2004年4月30日にフジテレビ系の「金曜エンタテイメント」のゴールデンウィーク特別企画で放送された、単発スペシャルドラマ。

## 概要
- 芸能界ではおしどり夫婦で知られている、大物俳優と大物女優の仮面夫婦。夫の愛人スキャンダルで離婚の危機にさらされ、二人はついに離婚を決意する。しかし、これに激怒した仲人に「離婚式をやって結婚式の時にもらったご祝儀を返却しろ!」と言い渡されることとなり・・・
- 倉本聰が「結婚するときはご祝儀をもらっといて、別れるときに挨拶一つ無いのはおかしい!」との義憤にかられて執筆した、夫婦とは何かを問うコメディである。ちなみにこの義憤のきっかけとなったのは、自らがプロポーズの場に立ち会うなど少なからぬ面倒を見た石坂浩二・浅丘ルリ子夫婦の離婚だという。
- 仮面夫婦は生命保険のCMに長年出演していて、離婚したら出演契約違反のペナルティが発生するという設定になっている。ドラマ中ではその生命保険のCM（当然架空）のシーンがあり、舘と岩下のチャールストンダンスが見られる。しかも地面のハートが割れるという演出のオマケもついている。

## 出演
- 岩下志麻
- 舘ひろし
- 加藤治子
- 小野武彦
- 森上千絵
- 山田スミ子
- 志賀眞津子
- 陰山泰
- 不破万作
- 中丸新将
- 金田龍之介
- 柳葉敏郎
- 岸本加世子
- 長塚京三

## スタッフ
- 脚本：倉本聰
- 製作総指揮：中村敏夫
- プロデュース：長部聡介、田島大輔
- 音楽：福島祐子
- 演出：田島大輔
- 製作協力：フジクリエイティブコーポレーション